# Bulletin of the Natural History Museum, London (Botany)
Bulletin of the Natural History Museum, London (Botany) (abreviado Bull. Nat. Hist. Mus. London, Bot.) es una revista ilustrada con descripciones botánicas que fue editada por el Museo de Historia Natural de Londres. Publicó los volúmenes  23-32, en los años 1993-2002. Fue precedida por Bull. Brit. Mus. (Nat. Hist.), Bot. y reemplazada en 2002 por Syst. Biodivers.'.